# フォントネー＝スー＝ボワ
フォントネー＝スー＝ボワ （Fontenay-sous-Bois）は、フランス、イル・ド・フランス地域圏、ヴァル＝ド＝マルヌ県のコミューン。ヴァンセンヌの森の北端と接し、パリから約3km離れている。

## 由来
フォントネーとは、かつてこの領域内で流れ出ていた泉に由来する。フォントネーという名のコミューンは国内に31箇所あり、他と区別するためヴァンセンヌの森にちなみBoisをつけた。現在の名が定着したのは比較的最近で、18世紀にはFontenay-sur-le Bois de Vincennes、19世紀にはFontenay-sur-le-boisと呼ばれた。

## 歴史
ルブフ修道士が記した『パリ司教の歴史』によれば、初めてフォントネーが記録されたのは847年である。
シャルル5世は、フォントネーの泉の水をボーテ＝シュル＝マルヌの城へ供給していた。水道管は村落を通過していた。王の自由民たちは水道管の洗浄と管理を行う代わり、オオカミ狩りをする特権と税収を得ていた。
アンシャン・レジーム時代にフォントネー領主であったのは、サン・ヴィクトル修道院であった。ワインの生産が一帯の重要な経済活動であった。

## 交通
- 鉄道 - RER A線、RER E線、パリメトロ1号線

## 関係者

### 出身者
- ベブ・デオム：漫画家
- ノエ・パマロ：サッカー選手
- ナターシャ・ニース：ポルノ女優
- フィリップ・ラショー：俳優

### 居住・死去等ゆかりある人物
- ジュール・ブリュネ：軍人、フランス陸軍参謀総長。映画『ラスト サムライ』のモデル。
- サミー・ナセリ：俳優。パリ4区サン＝マルタン通り界隈や郊外（バンリュー）のフォントネー＝スー＝ボワで育つ。
- ヴァネッサ・パラディ：歌手、女優。パリ郊外サン＝モール＝デ＝フォッセ出身で、地元のリセと当地のリセ・パブロ＝ピカソに通った。